# Надийное (Харьковская область)
Надийное (укр. Надійне; до 2025 года — Надеждино), село, Артельный сельский совет, Лозовский район, Харьковская область.
Код КОАТУУ — 6323980506. Население по переписи 2001 года составляет 35 (14/21 м/ж) человек.

## Географическое положение
Село Надийное находится на левом берегу реки Орелька параллельно которой проходит Канал Днепр — Донбасс.
Выше по течению на расстоянии в 3 км расположено село Веселое, ниже по течению на расстоянии в 2,5 км расположено село Артельное, на противоположном берегу — село Орельское (Сахновщинский район).
Рядом проходит автомобильная дорога Т-2109.

## История
- 1820 — дата основания.
- 2025 — село переименовали с Надеждино на Надийное